# Thyasiridicola branchiatus
Thyasiridicola branchiatus är en ringmaskart som beskrevs av Michiya Miura och Hashimoto 1996. Thyasiridicola branchiatus ingår i släktet Thyasiridicola och familjen Nautiliniellidae. Inga underarter finns listade i Catalogue of Life.